# Titans (serial telewizyjny)
Titans – amerykański internetowy serial science fiction wyprodukowany przez Weed Road Pictures, Berlanti Productions, DC Entertainment oraz Warner Bros. Television, który jest adaptacją komiksu o tym samym tytule autorstwa Bob Haney oraz Bruno Premiani, wydawanego przez DC Comics. Serial jest udostępniony od 12 października 2018 roku na platformie DC Universe.
W Polsce serial udostępnia Netflix.

## Fabuła
Serial opowiada o grupie młodych superbohaterów, których przywódcą jest Dick Grayson.

## Obsada

### Obsada główna
- Brenton Thwaites jako Dick Grayson[2] / Nightwing
- Anna Diop jako Koriand’r / Kory Anders / Starfire[3]
- Teagan Croft jako Rachel Roth / Raven[4]
- Ryan Potter jako Garfield „Gar” Logan / Beast Boy[5]
- Curran Walters jako Jason Todd / Robin[6]
- Conor Leslie jako Donna Troy / Wonder Girl[7]
- Minka Kelly jako Dawn Granger / Dove[8]
- Alan Ritchson jako Hank Hall / Hawk[9]
- Esai Morales jako Slade Wilson / Deathstroke[10]
- Chelsea Zhang jako Rose Wilson, córka Deathstroke'a.
- Joshua Orpin jako Conner - klon, będący połączeniem Supermana i Lexa Luthora.

### Obsada drugoplanowa
- Lindsey Gort jako Amy Rohrbach[11]
- Jeff Clarke jako Nuclear Dad
- Melody Johnson jako Nuclear Mom
- Jeni Ross jako Nuclear Sis
- Logan Thompson jako Nuclear Biff
- Bruno Bichir jako Niles Caulder / Chief[12]
- Seamus Dever[13]

### Gościnne występy
- April Bowlby jako Rita Farr / Elasti-Woman[14]
- Jake Michaels jako Clifford Steele / Robotman[15]
- Dwain Murphy jako Larry Trainor / Negative Man
- Elliot Knight jako Don Hall / Dove
- Mark Antony Krupa jako Konstantin Kovar
- Sherilyn Fenn jako Angela
- Jarreth J. Merz jako The Acolytea

## Odcinki
| Sezon | Sezon | Odcinki | Odcinki          | Pierwsza emisja (DC Universe – sezony 1-2; HBO Max – sezony 3-4) | Pierwsza emisja (DC Universe – sezony 1-2; HBO Max – sezony 3-4) | Data udostępnienia (Netflix Polska) | Data udostępnienia (Netflix Polska) |
| Sezon | Sezon | Odcinki | Odcinki          | Premiera sezonu                                                  | Finał sezonu                                                     | Premiera sezonu                     | Finał sezonu                        |
| ----- | ----- | ------- | ---------------- | ---------------------------------------------------------------- | ---------------------------------------------------------------- | ----------------------------------- | ----------------------------------- |
|       | 1     | 11      | 11               | 12 października 2018                                             | 21 grudnia 2018                                                  | 11 stycznia 2019                    | 11 stycznia 2019                    |
|       | 2     | 13      | 13               | 6 września 2019                                                  | 21 października 2021                                             | 10 stycznia 2020                    | 10 stycznia 2020                    |
|       | 3     | 13      | 13               | 12 sierpnia 2021                                                 | 29 listopada 2021                                                | 8 grudnia 2021                      | 8 grudnia 2021                      |
|       | 4     | 12      | 6                | 3 listopada 2022                                                 | 1 grudnia 2022                                                   | 25 czerwca 2023                     | 25 czerwca 2023                     |
| 6     | 4     | 12      | 13 kwietnia 2023 | 11 maja 2023                                                     | 25 czerwca 2023                                                  | 25 czerwca 2023                     |                                     |

### Sezon 1 (2018)
| Nr | #  | Tytuł           | Polski tytuł           | Reżyseria             | Scenariusz                                                | Premiera (DC Universe) | Premiera w Polsce (Netflix Polska) |
| -- | -- | --------------- | ---------------------- | --------------------- | --------------------------------------------------------- | ---------------------- | ---------------------------------- |
| 1  | 1  | Titans          | Tytani                 | Brad Anderson         | Akiva Goldsman, Geoff Johns, Greg Berlanti                | 12 października 2018   | 11 stycznia 2019                   |
| 2  | 2  | Hawk and Dove   | Jastrząb i Gołąb       | Brad Anderson         | Akiva Goldsman                                            | 19 października 2018   | 11 stycznia 2019                   |
| 3  | 3  | Origins         | Początki               | Kevin Rodney Sullivan | Richard Hatem, Geoff Johns, Marisha Mukerjee, Greg Walker | 26 października 2018   | 11 stycznia 2019                   |
| 4  | 4  | The Doom Patrol | Skazani                | John Fawcett          | Geoff Johns                                               | 2 listopada 2018       | 11 stycznia 2019                   |
| 5  | 5  | Together        | Razem                  | Meera Menon           | Bryan Edward Hill, Gabrielle Stanton                      | 9 listopada 2018       | 11 stycznia 2019                   |
| 6  | 6  | Jason Todd      | Jason Todd             | Carol Banker          | Richard Hatem, Jeffrey David Thomas                       | 16 listopada 2018      | 11 stycznia 2019                   |
| 7  | 7  | Asylum          | Szpital psychiatryczny | Alex Kalymnios        | Bryan Edward Hill, Greg Walker                            | 23 listopada 2018      | 11 stycznia 2019                   |
| 8  | 8  | Donna Troy      | Donna Troy             | David Frazee          | Richard Hatem, Marisha Mukerjee                           | 30 listopada 2018      | 11 stycznia 2019                   |
| 9  | 9  | Hank and Dawn   | Hank i Dawn            | Akiva Goldsman        | Geoff Johns                                               | 7 grudnia 2018         | 11 stycznia 2019                   |
| 10 | 10 | Koriand’r       | Koriand’r              | Maja Vrvilo           | Gabrielle Stanton                                         | 14 grudnia 2018        | 11 stycznia 2019                   |
| 11 | 11 | Dick Grayson    | Dick Grayson           | Glen Winter           | Richard Hatem                                             | 21 grudnia 2018        | 11 stycznia 2019                   |

### Sezon 2 (2019)
| Nr | #  | Tytuł       | Polski tytuł  | Reżyseria         | Scenariusz                               | Premiera (DC Universe) | Premiera w Polsce (Netflix Polska) |
| -- | -- | ----------- | ------------- | ----------------- | ---------------------------------------- | ---------------------- | ---------------------------------- |
| 12 | 1  | Trigon      | Trigon        | Carol Banker      | Akiva Goldsman, Geoff Johns, Greg Walker | 6 września 2019        | 10 stycznia 2020                   |
| 13 | 2  | Rose        | Rose          | Nathan Hope       | Richard Hatem                            | 13 września 2019       | 10 stycznia 2020                   |
| 14 | 3  | Ghosts      | Duchy         | Kevin Tancharoen  | Tom Pabst                                | 20 września 2019       | 10 stycznia 2020                   |
| 15 | 4  | Aqualad     | Wodnik        | Glen Winter       | Jamie Gorenberg                          | 27 września 2019       | 10 stycznia 2020                   |
| 16 | 5  | Deathstroke | Deathstroke   | Nick Gomez        | Bianca Sams                              | 4 października 2019    | 10 stycznia 2020                   |
| 17 | 6  | Conner      | Conner        | Alex Kalymnios    | Richard Hatem                            | 11 października 2019   | 10 stycznia 2020                   |
| 18 | 7  | Bruce Wayne | Bruce Wayne   | Akiva Goldsman    | Bryan Edward Hill                        | 18 października 2019   | 10 stycznia 2020                   |
| 19 | 8  | Jericho     | Jericho       | Toa Fraser        | Kate McCarthy                            | 25 października 2019   | 10 stycznia 2020                   |
| 20 | 9  | Atonement   | Pokuta        | Boris Mojsovski   | Jeffrey David Thomas                     | 1 listopada 2019       | 10 stycznia 2020                   |
| 21 | 10 | Fallen      | Upadli        | Kevin Sullivan    | Jamie Gorenberg                          | 8 listopada 2019       | 10 stycznia 2020                   |
| 22 | 11 | E.L._.O.    | E.L._.O.      | Millicent Shelton | Bianca Sams                              | 15 listopada 2019      | 10 stycznia 2020                   |
| 23 | 12 | Faux Hawk   | Fałszywy Hawk | Larnell Stovall   | Tom Pabst                                | 22 listopada 2019      | 10 stycznia 2020                   |
| 24 | 13 | Nightwing   | Nightwing     | Carol Banker      | Richard Hatem, Greg Walker               | 29 listopada 2019      | 10 stycznia 2020                   |

### Sezon 3 (2021)
| Nr | #  | Tytuł                                    | Polski tytuł          | Reżyseria         | Scenariusz                         | Premiera (HBO Max)   | Premiera w Polsce (Netflix Polska) |
| -- | -- | ---------------------------------------- | --------------------- | ----------------- | ---------------------------------- | -------------------- | ---------------------------------- |
| 25 | 1  | Barbara Gordon                           | Barbara Gordon        | Carol Banker      | Richard Hatem, Geoff Johns         | 12 sierpnia 2021     | 8 grudnia 2021                     |
| 26 | 2  | Red Hood                                 | Czerwony kaptur       | Carol Banker      | Tom Pabst                          | 12 sierpnia 2021     | 8 grudnia 2021                     |
| 27 | 3  | Hank & Dove                              | Hank i Dove           | Millicent Shelton | Jamie Gorenberg                    | 12 sierpnia 2021     | 8 grudnia 2021                     |
| 28 | 4  | Blackfire                                | Kometa                | Millicent Shelton | Stephanie Coggins                  | 19 sierpnia 2021     | 8 grudnia 2021                     |
| 29 | 5  | Lazarus                                  | Jak Łazarz            | Boris Mojsovski   | Bryan Edward Hill                  | 26 sierpnia 2021     | 8 grudnia 2021                     |
| 30 | 6  | Lady Vic                                 | Lady Vic              | Nick Gomez        | Joshua Levy, Prathi Srinivasan     | 2 września 2021      | 8 grudnia 2021                     |
| 31 | 7  | 51%                                      | 51%                   | Nick Gomez        | Kate McCarthy                      | 9 września 2021      | 8 grudnia 2021                     |
| 32 | 8  | Home                                     | Dom                   | Larnell Stovall   | Tom Pabst                          | 16 września 2021     | 8 grudnia 2021                     |
| 33 | 9  | Souls                                    | Dusze                 | Boris Mojsovski   | Richard Hatem                      | 23 września 2021     | 8 grudnia 2021                     |
| 34 | 10 | Troubled Water                           | Mętna woda            | Larnell Stovall   | Melissa Brides                     | 30 września 2021     | 8 grudnia 2021                     |
| 35 | 11 | The Call Is Coming from Inside the House | Rezydencja            | Carol Banker      | Stephanie Coggins                  | 7 października 2021  | 8 grudnia 2021                     |
| 36 | 12 | Prodigal                                 | Miłość, nie nienawiść | Carol Banker      | Jamie Gorenberg, Bryan Edward Hill | 14 października 2021 | 8 grudnia 2021                     |
| 37 | 13 | Purple Rain                              | Fioletowy deszcz      | Chad Lowe         | Richard Hatem, Greg Walker         | 21 października 2021 | 8 grudnia 2021                     |

### Sezon 4 (2022–2023)
| Nr       | #  | Tytuł                              | Polski tytuł                      | Reżyseria        | Scenariusz                     | Premiera (HBO Max) | Premiera w Polsce (Netflix Polska) |
| Część I  |    |                                    |                                   |                  |                                |                    |                                    |
| -------- | -- | ---------------------------------- | --------------------------------- | ---------------- | ------------------------------ | ------------------ | ---------------------------------- |
| 38       | 1  | Lex Luthor                         | Lex Luthor                        | Nick Copus       | Richard Hatem                  | 3 listopada 2022   | 25 czerwca 2023                    |
| 39       | 2  | Mother Mayhem                      | Mother Mayhem                     | Nick Copus       | Bryan Edward Hill              | 3 listopada 2022   | 25 czerwca 2023                    |
| 40       | 3  | Jinx                               | Jinx                              | Boris Mojsovski  | Jamie Gorenberg                | 10 listopada 2022  | 25 czerwca 2023                    |
| 41       | 4  | Super Super Mart                   | Super SuperMarket                 | Boris Mojsovski  | Tom Pabst                      | 17 listopada 2022  | 25 czerwca 2023                    |
| 42       | 5  | Inside Man                         | Kret                              | Jen McGowan      | Joshua Levy, Prathi Srinivasan | 24 listopada 2022  | 25 czerwca 2023                    |
| 43       | 6  | Brother Blood                      | Brat Krwiak                       | Jen McGowan      | Richard Hatem                  | 1 grudnia 2022     | 25 czerwca 2023                    |
| Część II |    |                                    |                                   |                  |                                |                    |                                    |
| 44       | 7  | Caul's Folly (Part 1)              | Caul's Folly (Część 1)            | Greg Walker      | Melissa Brides                 | 13 kwietnia 2023   | 25 czerwca 2023                    |
| 45       | 8  | Dick & Carol & Ted & Kory (Part 2) | Dick, Carol, Ted i Kory (Część 2) | Greg Walker      | Tom Pabst                      | 13 kwietnia 2023   | 25 czerwca 2023                    |
| 46       | 9  | Dude, Where’s My Gar?              | Gdzie jest Gar?                   | Eric Dean Seaton | Geoff Johns, Ryan Potter       | 20 kwietnia 2023   | 25 czerwca 2023                    |
| 47       | 10 | Game Over                          | Koniec gry                        | Jesse Warn       | Bryan Edward Hill              | 27 kwietnia 2023   | 25 czerwca 2023                    |
| 48       | 11 | Project Starfire                   | Projekt Gwiazdka                  | Nick Copus       | Jamie Gorenberg                | 4 maja 2023        | 25 czerwca 2023                    |
| 49       | 12 | Titans Forever                     | Tytani na zawsze                  | Nick Copus       | Richard Hatem                  | 11 maja 2023       | 25 czerwca 2023                    |

## Produkcja
25 kwietnia 2017 roku Warner Bros. Television i DC Entertainment ogłosiły zamówienie serialu na podstawie komiksów.
W sierpniu 2017 roku poinformowano, że Teagan Croft, Anna Diop i Brenton Thwaites dołączyli do obsady. Na początku września 2017 roku, ogłoszono, że Alan Ritchson otrzymał rolę jako Hank Hall / Hawk. W tym samym miesiącu poinformowano, że obsada serialu powiększyła się o Minke Kelly oraz Lindsey Gort. W październiku 2017 roku ogłoszono, że Ryan Potter wcieli się w rolę Garfielda „Gar” Logan, a w styczniu 2018 roku ogłoszono, że Seamus Dever zagra w serialu. W kolejnym miesiącu do obsady dołączyli: Bruno Bichir, April Bowlby oraz Jake Michaels.
4 października 2018 roku platforma DC Universe zamówiła drugi sezon.
W połowie listopada DC Universe poinformowało o przedłużeniu produkcji na trzeci sezon.